# Земетресения на Камчатка
Сред най-силните земетресения на полуостров Камчатка, разположен в активен сеизмичен пояс, са станали през 1732, 1923, 1952,  2006 и 2025 г.
След някои следват цунамита. Повечето имат близко местоположение, на разстояние 30-150 километра от източното крайбрежие на полуострова, където Тихоокеанската плоча се вмъква под Охотската плоча при Курилско-Камчаткия жлеб, дълбок между 7000 и 7500 метра.

## Някои земетресения

### На 16 октомври 1732 година
Епицентърът с намира на координати 52.5°N и 159.5°E с дълбочина 40 km и магнитуд 9,3 по скалата на Рихтер.

### На 4 ноември 1952 година
Главният трус е в 16:58 GMT с магнитуд 8,2 като в следващите години е приет магнитуда 9 за по-правилен. Земетресението причинява множество цунамита, които нанасят поражения по полуострова и Курилските острови и загуба на човешки животи. Хавай също е засегнат с поражение за около $1 милион и загуба на добитък, но без човешки жертви. Япония също съобщава за нанесени поражения. Цунамита достигат Аляска, Чили и Нова Зеландия.
Епицентърът се намира на координати 52.75°N и 159.5°E на дълбочина 30 km. Последвали трусове са усетени на територия с площ 247,000km2 с дълбочина от 40 до 60 km.